# Salix chikungensis
Salix chikungensis — вид квіткових рослин із родини вербових (Salicaceae).

## Морфологічна характеристика
Це кущ. Гілочки темно-коричневі, в молодості запушені, зрештою ± голі. Листкова ніжка ≈ 8 мм, волосиста; листкова пластинка еліптична, еліптично-ланцетна, яйцювато-ланцетна чи подовжено-зворотно-ланцетна, 6–8.5 × 1.5–2 см, абаксіально (низ) сиза й у молодості щільно шовковиста а зрештою майже гола, адаксіально тьмяно-зелена, спочатку волохата, зрештою майже гола, край зубчастий, верхівка коротко загострена чи гостра, рідше загострена. Чоловіча сережка 24–27 мм; жіноча сережка циліндрична, тонка, 30–40 × ≈ 8 мм, нещільно квіткова. Коробочка яйцеподібно-еліпсоїдна.

## Середовище проживання
Південно-Центральний і Південно-Східний Китай. Росте уздовж річок; на висотах 1500–2500 метрів.